# Preferisco te
Preferisco te è un singolo delle cantanti italiane Cara e Chadia Rodríguez, pubblicato il 29 marzo 2022.

## Tracce
1. Preferisco te – 2:30